# Origin (Evanescence)
Origin is het eerste demo album van de Amerikaanse rockband Evanescence. Het album is uitgebracht op 4 november 2000. Het album bestaat uit demo's die later op het debuutalbum Fallen zijn verschenen. Ook bevat het album een nieuwe versie van Where Will You Go.

## Tracklist
|     | Titel                | Schrijvers                      | Duur |
| --- | -------------------- | ------------------------------- | ---- |
| 1.  | "Origin"             | Amy Lee / Ben Moody / D. Hodges | 0:35 |
| 2.  | "Whisper"            | A. Lee / B. Moody / D. Hodges   | 3:56 |
| 3.  | "Imaginary"          | A. Lee / B. Moody / D. Hodges   | 3:31 |
| 4.  | "My Immortal"        | A. Lee / B. Moody / D. Hodges   | 4:24 |
| 5.  | "Where Will You Go"  | A. Lee / B. Moody / D. Hodges   | 3:47 |
| 6.  | "Field Of Innocence" | A. Lee / B. Moody / D. Hodges   | 5:13 |
| 7.  | "Even In Death"      | A. Lee / B. Moody / D. Hodges   | 4:09 |
| 8.  | "Anywhere"           | A. Lee / B. Moody / D. Hodges   | 6:03 |
| 9.  | "Lies"               | A. Lee / B. Moody               | 3:49 |
| 10. | "Away From Me"       | A. Lee / B. Moody / D. Hodges   | 3:30 |
| 11. | "Eternal"            | A. Lee / B. Moody / D. Hodges   | 7:22 |